# Col de l'Aiguillon
Il Col de l'Aiguillon è un passo che collega Baulmes a L'Auberson località del comune di Sainte-Croix nel Canton Vaud nel massiccio del Giura. Scollina a un'altitudine di 1 293 m s.l.m.